# 우동 (캄보디아)

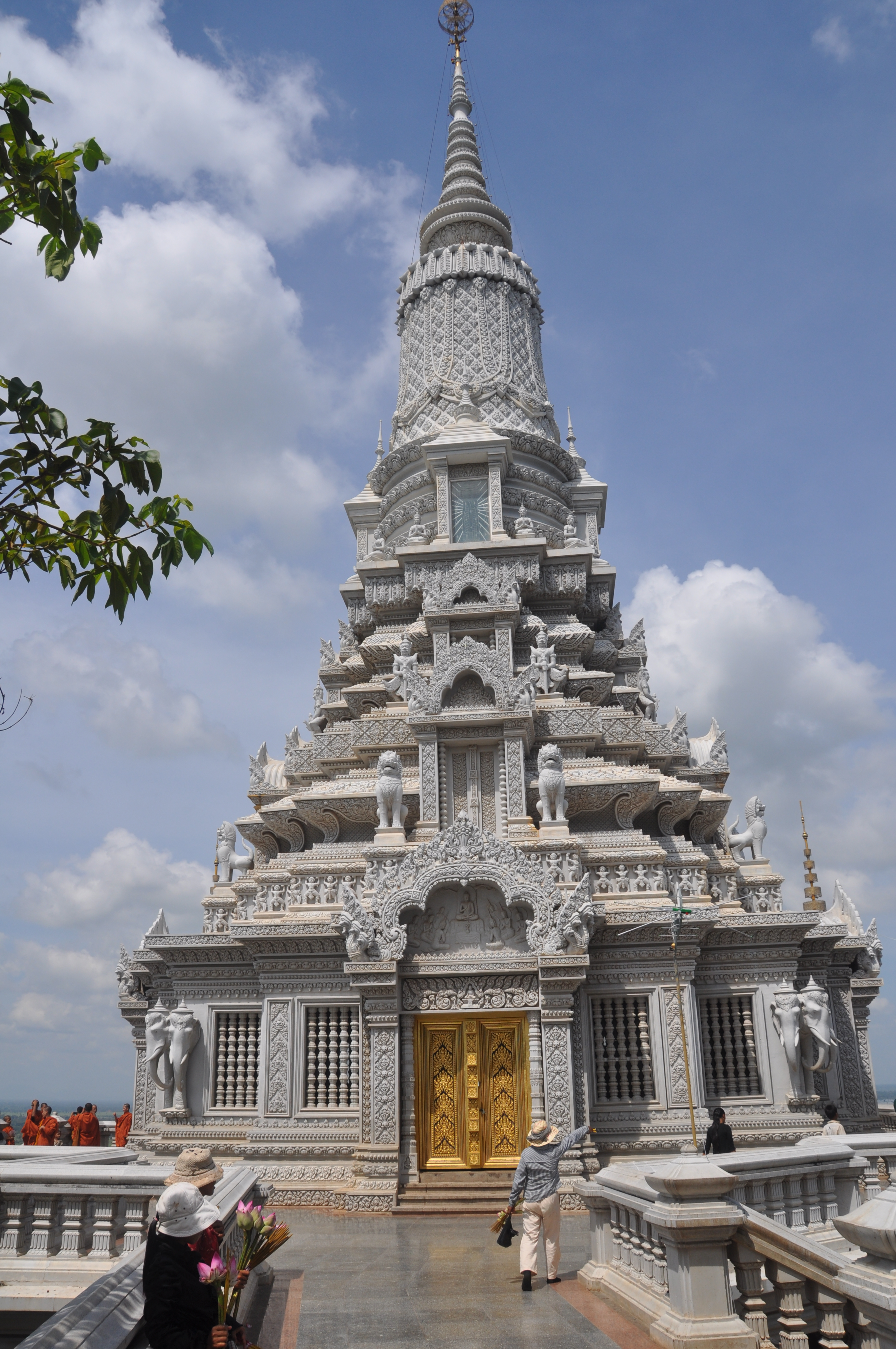
우동

우동(크메르어: ឧដុង្គ)은 캄보디아 캄퐁스페우주의 도시이다. 도시 이름은 산스크리트어로 "높은"을 뜻하는 '우퉁가'(산스크리트어: उत्तुङ्ग)에서 유래된 이름이다.
캄보디아의 수도인 프놈펜에서 북서쪽으로 약 40km 정도 떨어진 곳에 위치한다. 1618년부터 1866년까지 캄보디아의 수도였던 곳이다.

## 같이 보기
- 캄보디아의 암흑기
- 캄보디아의 역사